# Diatraea rufescens
Diatraea rufescens là một loài bướm đêm trong họ Crambidae.